# Pascow
Pascow ist eine im Jahre 1998 gegründete deutsche Punkrockband. Die Band aus Gimbweiler in Rheinland-Pfalz und aus dem Saarland spielt Punkrock mit überwiegend deutschen Texten.

## Geschichte
Der Name der Band stammt aus Stephen Kings Roman Friedhof der Kuscheltiere, in dem ein „Victor Pascow“ vorkommt. Die Gruppe gründete sich 1998 im Dorf Gimbweiler in Rheinland-Pfalz, wo auch heute noch der Proberaum steht, um das Brüderpaar Alex und Ollo Pascow. Einige Bandmitglieder kommen außerdem aus dem Landkreis St. Wendel. Wie in der Punkszene oft üblich (in Anlehnung an die Ramones), adaptierten die Mitglieder den Bandnamen auch als Nachnamen. 1999 erschien die Demokassette The Charles Bronson Gay Club. Aus dem DIY-Gedanken heraus gründete die Band das Independent-Label Kidnap Music, um ihre Musik auf Tonträger zu veröffentlichen. Parallel dazu startete der Szeneshop Tante Guerilla.
Für die ersten drei Alben arbeitete die Band eng mit der Plattenfirma des Plastic-Bomb-Fanzines zusammen. 2002 erschien ihr Debütalbum Richard Nixon Discopistole mit dem Szenehit Trampen nach Norden. 2004 stieß der ehemalige Across-the-Border-Bassist Bieber zur Band. Mit ihm erschienen die beiden Alben Geschichten, die einer schrieb…, das durch seine metallische Produktion auffiel, und Nächster Halt gefliester Boden, das die Band musikalisch gereifter, aber auch aggressiver präsentierte. 2008 kam mit Bassist Flo ein Neuzugang in die Band. Gleichzeitig wechselte die Band den Vertrieb von Plastic Bomb zu Rookie Records aus Köln. 2010 erschien das Album Alles muss kaputt sein.
Am 28. Februar 2014 erschien das Album Diene der Party. Neben der normalen Digipack- und LP-Version erschien ein Box-Set, das eine LP, eine MP3-Version des Albums sowie ein Buch im LP-Format beinhaltete. Das Buch enthält neben den Texten Kurzgeschichten von Undergroundliteraten wie Jan Off, Alex Gräbeldinger und Chris Scholz sowie eine Fan-Kurzgeschichte zu verschiedenen Liedern von Pascow. Das auf 500 Stück limitierte Boxset war bereits vor Veröffentlichung ausverkauft. Auf dem Album befindet sich mit Lettre Noir ein Lied gegen die Band Frei.Wild aus Südtirol.
Die Band spielt selten Tourneen, dafür aber eine größere Menge an Konzerten, insbesondere im Trierer Ex-Haus sowie einige ausgewählte Festivalgigs, wie beim Punk im Pott oder beim Force Attack.
Anfang 2019 erschien ihr sechstes Album Jade, mit dem sie zum ersten Mal in die deutschen Albencharts (Platz 47) einstiegen. Die Band hatte sich nach der DVD Lost Heimweh intern umstrukturiert. Auch die Art zu texten, hatte sich verändert, Sänger Alex Pascow dazu: „Es ging nicht darum, unseren Stil über den Haufen zu werfen, aber wir wollten im Rahmen unserer Möglichkeiten alles ein Stück weit klarer machen. Damit lassen wir auch die Hosen runter und machen uns etwas angreifbarer. Aber wenn wir über Liebe singen, muss es ganz klar sein und wenn wir über Politik singen, muss es auch ganz klar sein.“
Im Jahr 2021 unterstützte die Band das Bürgerbegehren zur Wiederbelebung des Trierer Jugend- und Jugendkulturzentrums Exzellenzhaus (kurz: eXhaus) des Aktionsbündnis eXhaus bleibt!
Das siebte Album der Band, mit dem Titel Sieben, erschien am 27. Januar 2023 und stellt mit einer Chartplatzierung unter den Top 10 in Deutschland den bislang größten kommerziellen Erfolg der Band dar.

## Stil
Musikalisch ist die Band im deutschsprachigen Punkrock verwurzelt. Textlich beeinflusst wurde sie von Vertretern des „deutschen Punks“ (in Abgrenzung zum Deutschpunk) wie Knochenfabrik, Duesenjaeger, Turbostaat, Dackelblut und den späteren Werken der Die Goldenen Zitronen. Es finden sich auch verschiedentlich Anspielungen auf Romane von Stephen King in den Texten. Musikalisch beeinflusst war die Band zu Anfang von The Misfits und den Ramones, später auch von Rockbands wie Gluecifer, Turbonegro und The Turbo A.C.’s. Zu Beginn nannten sie ihren Musikstil auch „Bukowski-Pop“, da als weiterer Einfluss auch die Werke des Dichters Charles Bukowski dienten. Eine direkte Referenz ist der Albumtitel Geschichten, die einer schrieb…. Mit den Jahren wurde der Sound dichter, die Texte ausgereifter. Insbesondere ab Nächster Halt gefliester Boden zeigt sich Pascow gereifter und vielseitiger. Zudem ist die Band seitdem aggressiver und härter geworden als auf den früheren Alben. Bei Diene der Party wurden wiederum die Texte direkter, aber auch sehr melancholisch, die Musik wurde wieder melodiöser.

## Diskografie

### Alben
- 2002: Richard Nixon Discopistole (LP/CD, Plastic Bomb / Kidnap Music)
- 2004: Geschichten, die einer schrieb… (LP/CD, Plastic Bomb / Kidnap Music)
- 2007: Nächster Halt gefliester Boden (LP/CD, Plastic Bomb / Kidnap Music)
- 2010: Alles muss kaputt sein (LP/CD, Rookie Records / Kidnap Music)
- 2014: Diene der Party (LP/CD/Boxset, Rookie Records / Kidnap Music)
- 2019: Jade (CD/LP, Rookie Records / Kidnap Music)
- 2023: Sieben (CD/LP, Rookie Records / Kidnap Music)

### EPs
- 2001: Pascow (7"/MCD, Kidnap Music)
- 2006: Die Rote Suzuki & Pascow (Split-7" + Disco PS Fanzine)

### Sonstige Veröffentlichungen
- 1999: The Charles Bronson Gay Club (MC, Demo, Kidnap Music)
- 2005: Schief gescheitelt, schlecht rasiert (Download-Album)
- 2012: Split Pascow / Spermbirds (7" Single, Rookie Records)